# Mister Wong
Mister Wong era una pàgina que permet emmagatzemar les adreces d'Internet interessants de la xarxa amb un sistema d'etiquetes que es poden compartir amb altres usuaris, que esdevenien així marcadors socials.
Es podien crear grups d'usuaris que compartien els mateixos interessos (amb marcadors públics i privats) o bé seguir l'activitat de determinades persones. Era un web multilingüe creat a Alemanya el 2006, per l'Agència de communicació Conbstruktiv de Bremen que el 2009 va esdevenir una societat independent, aleshores d'incidència especialment al sector educatiu. En 2007 va començar a comercialitzar a Espanya. Segons Alexa, Mister Wong era un dels 50 llocs web més visitats a Alemanya el juliol de 2007.
Actualment, el servei està disponible en alemany, anglès, rus, xinès, espanyol i francès.

## Característiques
- Els marcadors favorits poden ser guardats de forma pública o privada.
- És possible crear grups públics o privats.
- Coneguts o altres persones amb favorits interessants poden ser agregats com a Amics.
- Amb un sol clic els enllaços públics d'altres usuaris poden ser agregats als teus propis favorits des de qualsevol lloc del portal Mister Wong.
- Extensió per Firefox, botons per a blogs i plugin per a Wordpress.
- Possibilitat de publicar i recomanar els marcadors a Twitter.

## Polèmica
El logotip original de Mister Wong, que representa un "home de dibuixos animats, poc atractiu d'Àsia oriental", provocà les protestes de molts estatunidencs d'origen asiàtic. El creador del web posteriorment va emetre una disculpa i va retirar el logo per un de nou.